# Chapman-Medaille
Die Chapman-Medaille (englisch: Chapman Medal) ist ein Astronomiepreis der britischen Royal Astronomical Society.
Der Preis wird seit 1973  für außerordentliche Verdienste in der solar-terrestrischen Physik verliehen, inklusive Geomagnetismus und Aeronomie. Benannt ist der Preis nach dem Astronomen Sydney Chapman.

## Preisträger
- 1973 Drummond Matthews und Frederick Vine
- 1976 Syun-Ichi Akasofu
- 1979 Eugene N. Parker
- 1982 James W. Dungey
- 1985 Peter Goldreich
- 1988 D. Ian Gough
- 1991 Stan W.H. Cowley
- 1994 Ian Axford
- 1998 Michael Lockwood
- 2001 Jeremy Bloxham
- 2004 Richard Harrison
- 2006 Steven J. Schwartz
- 2008 André Balogh
- 2010 Bernard Roberts
- 2012 Andrew Fazakerley
- 2013 Stephen Milan
- 2014 Louise Harra
- 2015 Alan Hood
- 2016 Philippa Browning
- 2017 Mervyn Freeman
- 2018 Emma Bunce
- 2019 Tom Stallard
- 2020 Cathryn Mitchell
- 2021 Ineke de Moortel
- 2022 Sandra Chapman
- 2023 Nicholas Achilleos
- 2024 Valery Nakariakov
- 2025 Nigel Meredith[1]